# Independence (court métrage, 1976)

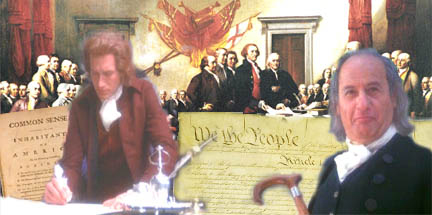
Affiche du film.

Pour les articles homonymes, voir Independence.
Independence (titre original) est un court métrage américain réalisé par John Huston en 1976.

## Fiche technique
- Scénario : Joyce et Lloyd Ritter, Tom McGrath (crédité Thomas McGrath)
- Directeur de la photographie : Owen Roizman
- Musique : Jack Cortner
- Directeur artistique : Gene Rudolph
- Décors de plateau : George De Tittl
- Costumes : Ann Roth et Clifford Capone
- Montage : Eric Albertson
- Producteurs : Joyce et Lloyd Ritter, pour The National Park Service et la Twentieth Century Fox
- Genre : Film historique - Couleurs (Eastmancolor) - 30 min
- Date de sortie 
  - États-Unis : 4 juillet 1976

## Distribution
- William Atherton : Benjamin Rush
- John Favorite : John Lansing
- Pat Hingle : John Adams
- Ken Howard : Thomas Jefferson
- Anne Jackson : Abigail Adams
- E. G. Marshall : Le narrateur (voix)
- Donald Moore : Benjamin Harrison
- Scott Mulhern : Alexander Hamilton
- Patrick O'Neal : George Washington
- John Randolph : Samuel Adams
- Paul Sparer : John Hancock
- Tom Spratley : George Mason
- Donald Symington : Richard Henry Lee
- James Tolkan : Thomas Paine
- Eli Wallach : Benjamin Franklin

## Synopsis / Commentaire
Ce court-métrage, qui s'attache au moment de la Déclaration d'indépendance américaine en 1776, ainsi qu'aux événements l'ayant précédée et suivie (1774 à 1781), a été réalisé par John Huston à l'occasion du bicentenaire de cette déclaration. Il est sorti en salles aux États-Unis le jour de l'Independence Day.